# De Gil

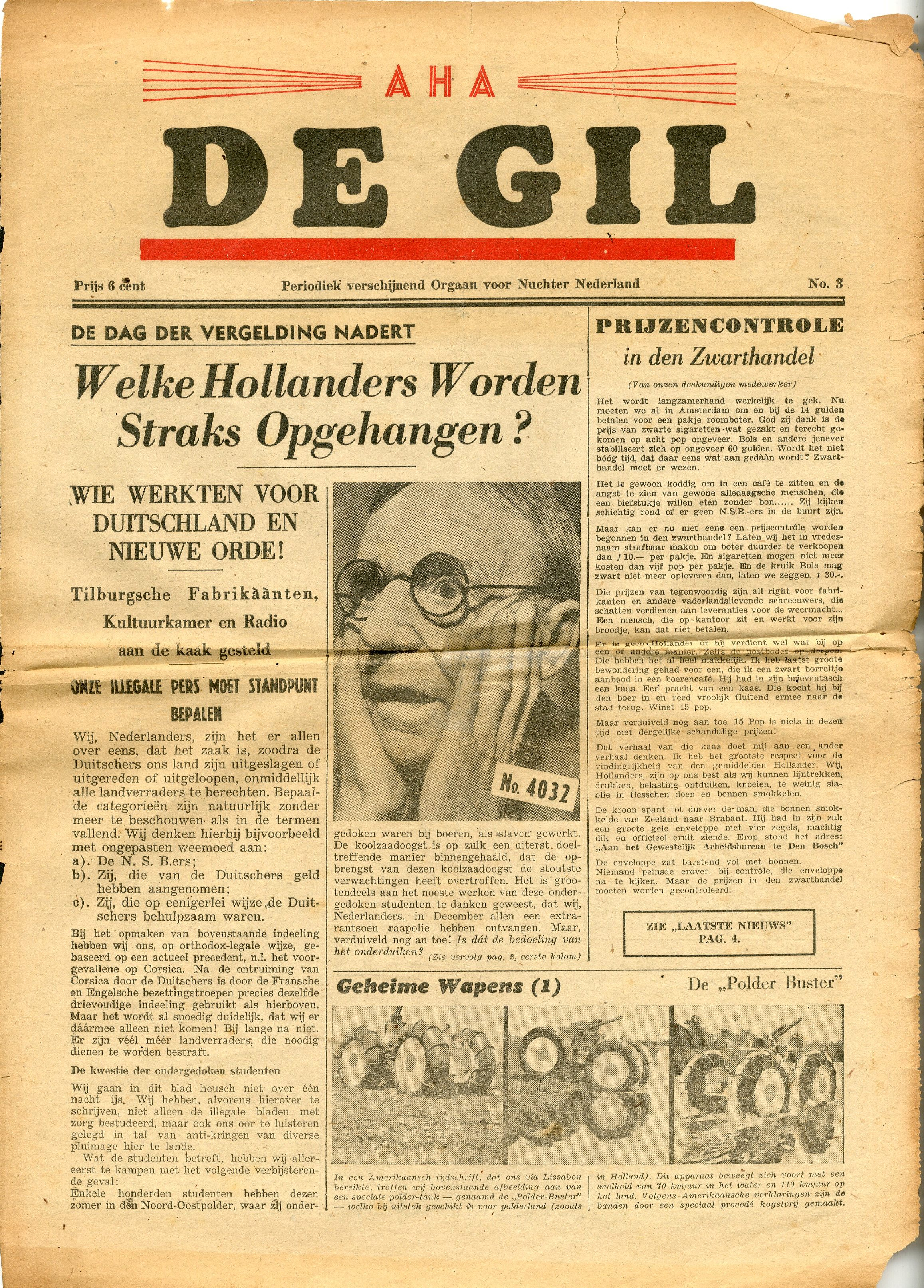
Voorpagina van derde uitgave van De Gil

De Gil was een Nederlands satirisch blad, waarvan in het bezettingsjaar 1944 veertien uitgaven verschenen.
De Gil wekte de indruk een illegaal blad te zijn, maar was in feite een door Dr. Erwin Haagn, de vertegenwoordiger van het Rijkscommissariaat van Goebbels' Propagandaministerie in Den Haag, gestimuleerd nationaalsocialistisch propagandablad. Met koppen als "NSB-gespuis moet opgehangen worden" en "Groote Duitsche verliezen aan het oostfront" werd de nietsvermoedende Nederlander verleid het blad te kopen. In wezen werd, tussen de regels door, propaganda voor Duitsland gemaakt.
Hoofdredacteur van het blad was Louis Thijssen, bekend van het eveneens als 'fout' gekwalificeerde Haagse dagblad De Residentiebode en van het pro-Duitse weekblad Cinema en Theater. In juni 1944 werd hij vervangen door A.R. Jonker.
De onder Thijssens redacteurschap uitgegeven nummers ogen aanvankelijk nog wat houterig, maar vanaf het vierde nummer kwam er met het in dienst treden van de bekendste Gil-medewerker Willem van den Hout (alias Willem W. Waterman) wat meer 'Schwung': er verscheen een rubriek waarin de verboden jazzplaatjes en -artiesten werden besproken, de opmaak werd 'Amerikaanser', en de propaganda werd subtieler dan voorheen bedreven. Al deze zaken maakten dat het voor de argeloze koper niet geheel duidelijk was of hij hier nu met een illegaal blad te maken had of niet.
Andere medewerkers aan het blad waren o.a. Hendrik Alexander Seyffardt en Jacob Antonie Boogerman, die tevens agent was van de Geheime Dienst Nederland, maar ook oud-NSB'er. Net als Van den Hout staat Boogerman model voor het ambigue karakter van de Gil-medewerkers).
In het veertiende en tevens laatste nummer van De Gil, dat op 15 september 1944 verscheen, introduceerde Van den Hout - de koning van de alliteratie - de later zo beroemd geworden benaming Dolle Dinsdag.
De Gil verdween na dat veertiende nummer om onduidelijke redenen. Een deel van de redactie ging verder met het radioprogramma "De Gil-club", een pseudo-geallieerde zender, die feitelijk het gesproken vervolg was op De Gil. De zender had onder meer toestemming van de Duitsers om de verboden jazzmuziek te draaien.
 Portaal: Fascisme en nationaalsocialisme in Nederland · Fascisme · Nationaalsocialisme
Tweede Wereldoorlog ·
Nederland in WO2 ·
België in WO2 ·
nazi-Duitsland ·
 Portaal:Tweede Wereldoorlog